# Надвірний радник

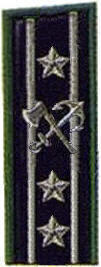
Петличний знак розрізнення відповідного чину (МШС)

Надві́рний ра́дник — в Російській імперії цивільний класний чин до 1745 року VIII класу, пізніше — до VII класу в Табелі про ранги, відповідав армійському чину підполковника, військового старшини у козаків  та військово-морському чину капітана II рангу.
Офіційне звернення: «Ваше високоблагородіє».

## Відзнаки чину
Відзнаки свого чину надвірні радники носили  на петлицях (в деяких випадках на поздовжніх, або поперечних погонах), з двома просвітами, на кожному з яких було по три зірочки. Також на петлицях розміщувалася арматура (емблема) відомства, до якого належав чиновник.